# Lateránský palác
Lateránský palác nebo Laterán je palác v Lateránu v Římě, přiléhající k bazilice sv. Jana v Lateránu. Spolu s bazilikou sv. Jana je součástí exteritoriálního území Svatého stolce.

## Historie
Původně šlo o dar Konstantina I. Velikého církvi a palác byl sídlem papežů, dokud se roku 1309 nepřestěhovali do Avignonu. V letech 1307 a 1361 způsobily ničivé požáry na původním papežském paláci nenapravitelné škody a palác už navzdory opravám nedosáhl předešlého lesku. V roce 1536 na příkaz papeže Sixta V. postavil architekt Domenico Fontana na místě starého papežského paláce současný palác, který měl sloužit jako letní sídlo. Záměr se nakonec nerealizoval a papežové v něm postupně zřídili muzea křesťanského, misionářského a pohanského umění, která byla později přestěhována do Vatikánu.
Ve 21. století se palác využívá pouze pro církevní účely. Lateránský palác má nádherně zrestaurované fresky, na kterých pracovali například Baldassare Croce, Cesare Nebbia a Giovanni Battista Ricci.